# سن-مارک-دو-فیگری، کبک
سَن-مارک-دو-فیگِری (به فرانسوی: Saint-Marc-de-Figuery) قصبه‌ای در منطقه شهری ابیتیبی ناحیه ابیتیبی-تمیسکامانگ در استان کبک کانادا است. در سرشماری سال ۲۰۱۱ این قصبه ۶۵۲ نفر جمعیت داشته‌است و مساحت آن ۹۱٫۱ کیلومتر مربع است.